# Nicolás Achúcarro

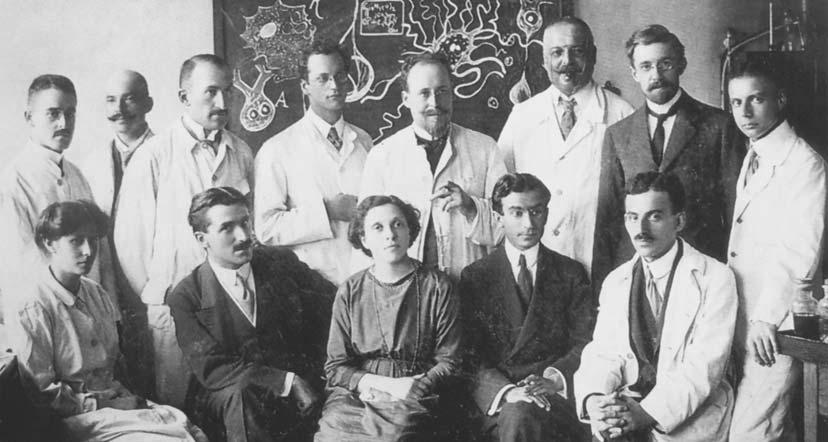
Nicolás Achúcarro (drugi z prawej w drugim rzędzie) w gronie współpracowników Alzheimera, Monachium, 1909 lub 1910 rok

Nicolás Achúcarro y Lund (ur. 14 czerwca 1880 w Bilbao, zm. 23 kwietnia 1918 w Guecho) – hiszpański neurolog.

## Życiorys
Nicolás Achúcarro urodził się w Bilbao w zamożnej inteligenckiej rodzinie. Rozpoczął studia medyczne na Uniwersytecie w Madrycie w 1897 roku. Po drugim roku wyjechał na kilka miesięcy do Marburga, gdzie uczył się fizjologii. Po powrocie do Madrytu uczył się m.in. u gastroenterologa Juana Madinaveitii, a histologii i patologii u Luisa Simarro, który nakierował go na neuropsychiatrię. W 1904 roku Achúcarro przez kilka miesięcy przebywał w Paryżu, gdzie miał możliwość pracy z Pierre Mariem i Józefem Babińskim. We Florencji zajmował się psychiatrią, następne trzy lata spędził w Monachium u Emila Kraepelina i Alois Alzheimera. W 1908 z rekomendacją Alzheimera wyjechał do Stanów Zjednoczonych organizować wydział patologii Government Hospital for the Insane w Waszyngtonie. Po dwóch latach powrócił do Madrytu, gdzie dostał stanowisko w Instytucie kierowanym przez Ramóna y Cajala. Po dwóch latach Achúcarro został dyrektorem madryckiego Laboratorio de Histopatología del Sistema Nervioso. W 1914 roku Ramón y Cajal połączył swoje laboratorium z Laboratorio de Investigaciones Biológicas. Kilka lat później zachorował na ziarnicę złośliwą i zmarł po kilku miesiącach w wieku 38 lat. 
Achúcarro zajmował się przede wszystkim komórkami gleju, określanymi jako Stäbchenzellen przez ich odkrywcę, Franza Nissla.